# De tre danske Radiumstationer
De tre danske Radiumstationer er en dansk dokumentarfilm fra 1938.

## Handling
I Danmark findes der tre radiumstationer med i alt 265 sengepladser i København, Aarhus og Odense. Her behandles kræftpatienter, og de drives med midler fra bl.a. Landsforeningen til Kræftens Bekæmpelse. Til forskning i forskellige kræftformer bruges undersøgelser på mus.